# Pierre Louis Deffès
Pierre Louis Deffès (Tolosa de Llenguadoc, 25 de juliol de 1819 - 28 de maig de 1900) fou un compositor francès.
Ingressà en el Conservatori el 1839, on fou deixeble de Jacques Fromental Halévy, assolint el premi de música el 1847, pel qual es traslladà a Roma, i després viatjà per Itàlia i Alemanya no retornant a França fins al 1852.
És autor de diverses òperes còmiques representades amb èxit en quasi tots els teatres de França, i malgrat aquest èxit, la carència d'originalitat de llurs partitures va fer que cap d'aquestes passés a la posteritat. El 1855 estrenà la primera obra L'anneau d'argent, i algun temps després donà al teatre Le clef des champs (1857), Les violons du roi (1859), Le café du roi (1861), Les Bouirguignonnes (1862), Passé minuit (1864), La Boite à surprise (1864), Valse et Minuet (1865), Les croqueuses de pommes (1868), i aquest mateix any en els Bouffes parisencs, Petit bon homme vit encore.
Deixà algunes òperes inèdites, entre elles, la titulada Le Marchand de Venise, argument pres de l'obra de William Shakespeare.

## Bibliografia

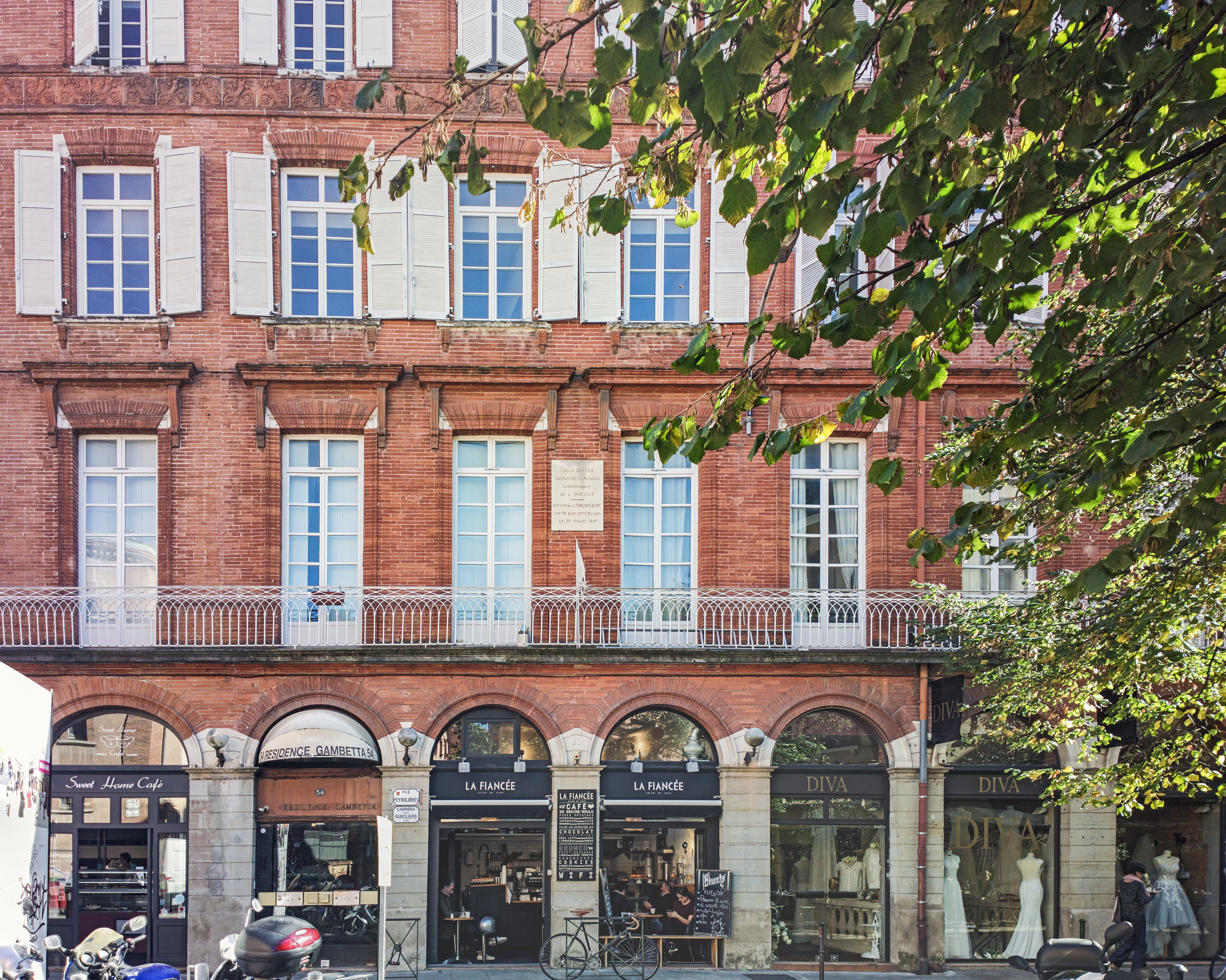
Lloc de naixement de Louis Deffès